# 왕창령

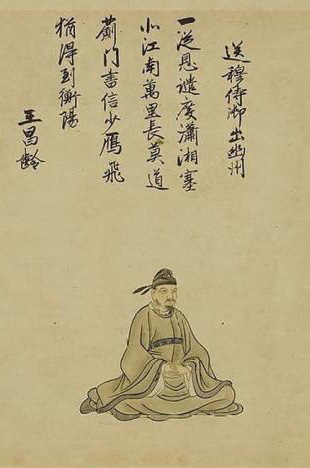

왕창령(王昌齡, 698년 ∼ 756년)은 당(唐)나라 경조(京兆) 장안[長安, 지금의 산시성(陝西省) 시안시(西安市)] 사람이다. 자(字)가 소백(少伯)이다. 현종(玄宗) 개원(開元) 15년(727)에 진사(進士)에 급제해 비서성교서랑(秘書省校書郞)에 제수되었다가, 개원 22년(734)에 박학굉사과(博學宏辭科)에 합격해 사수위(汜水尉, 사수는 지금의 허난성(河南省) 싱양시(滎陽市) 서북쪽]에 제수되었다. 개원 25년(737)에 죄를 얻어 영남(嶺南)으로 폄적되었다가 사면되어 개원 28년(740)에 장안(長安)으로 돌아왔으며, 이듬해 강녕승[江寧丞, 강녕은 지금의 장쑤성(江蘇省) 난징시(南京市)]으로 임명되었다. 천보(天寶) 6년(747)에 다시 죄를 얻어 용표위[龍標尉, 용표는 지금의 후난성(湖南省) 화이화 지구(懷化地區)]로 좌천되었으며, 천보 14년(755)에 안사(安史)의 난이 일어나자 난을 피해 장강(長江)과 회수(淮水) 일대에 머물다가 알 수 없는 이유로 호주자사(濠州刺史) 여구효(閭丘曉)에게 피살되었다. 왕지환(王之渙), 고적(高適), 잠삼(岑參), 왕유(王維), 이백(李白) 등과 교유했으며 개원(開元)·천보(天寶) 연간에 시로 명성이 높았다. ‘변새(邊塞)’, ‘궁원(宮怨)’, ‘규원(閨怨)’, ‘송별(送別)’을 노래한 작품들의 성취가 매우 높으며, 특히 칠언절구(七言絶句)에 뛰어나 후인들에게 ‘칠절성수(七絶聖手)’라고 불린다. 저서로 ≪왕창령집(王昌齡集)≫ 4권이 있다.